# Шафе
Шафе (порт. Chafé) — район (фрегезия) в Португалии, входит в округ Виана-ду-Каштелу. Является составной частью муниципалитета Виана-ду-Каштелу. По старому административному делению входил в провинцию Минью. Входит в экономико-статистический субрегион Минью-Лима, который входит в Северный регион. Население составляет 2507 человек на 2001 год. Занимает площадь 7,50 км².
Покровителем района считается Святой Себастьян (порт. S.Sebastião).